# ایتن ویتلی
ایتن ویتلی (انگلیسی: Ethan Wheatley؛ زادهٔ ۲۰ ژانویهٔ ۲۰۰۶) بازیکن فوتبال اهل بریتانیا است که برای باشگاه فوتبال منچستر یونایتد بازی می‌کند. 
وی همچنین در تیم‌های ملی فوتبال زیر ۱۷ سال انگلستان، زیر ۱۸ سال انگلستان و زیر ۱۹ سال انگلستان بازی کرده است.